# Nunez (Géorgie)
Pour les articles homonymes, voir Nunez.
Nunez est une ville américaine située dans le comté d'Emanuel, en Géorgie. Selon le recensement de 2020, sa population est de 134 habitants.